# Cyatta abscondita
Cyatta abscondita (лат.) — реликтовый вид муравьёв, единственный в составе монотипического рода Cyatta из подсемейства Myrmicinae (Formicidae). Встречается в неотропической части Южной Америки: Аргентина, Боливия, Бразилия. Мелкие муравьи, длина тела рабочих от 2,29 до 2,56 мм; самки и самцы до 3,2 мм. Цвет от бледно-жёлтого до светло-коричневого (усики и ноги более светлые); самцы буровато-чёрные. Семьи малочисленные, состоят из примерно 20 особей. Муравейники устраивают как на открытых, так и в затенённых местах, глубина гнезда от 30 см до 2 м. Древнейший современный представитель муравьёв-грибководов трибы Attini.

## Этимология
Cyatta — это неологизм, частично построенный на слове Cy из бразильского языка тупи, означающем «сестра», в связи с филогенетическим статусом таксона. Он наряду с родом Kalathomyrmex рассматривается в качестве сестринской клады к остальным родам неформальной клады Neoattini, к которой относится род Atta, самый заметный член клады муравьёв-грибководов, давший вторую часть родового имени. Видовое название abscondita (секрет, загадка) указывает на чрезвычайно скрытный характер этого вида, который, после того, как был распознан по нескольким редким экземплярам, оказался удручающе неуловимым во время многочисленных попыток обнаружить его в полевых условиях.

## История обнаружения
В 2003 году единственный рабочий C. abscondita был пойман в земляную ловушку типа Барбера в рамках исследования муравьёв, проведённого в резервате Serra das Almas Private Natural Heritage Reserve (Кратеус, Сеара, Бразилия), в относительно нетронутом районе биома каатинга, который характеризуется лиственной колючей лесной растительностью. Экземпляр был депонирован в коллекции муравьёв Зоологического музея Университета Сан-Паулу (MZUSP), где сначала был отнесён к группе видов Mycetophylax, но впоследствии признан новым родом неоаттин. Этот изолированный образец вдохновил учёных на первую попытку найти C. abscondita в поле в Серра-дас-Алмас в 2009 году. К сожалению, это был конец сезона дождей, и почва была покрыта густым слоем травы, что затруднило наблюдение за всеми мелкими и неприметными муравьями. При визуальном поиске и извлечении опада из листьев не удалось найти дополнительных экземпляров, как и при последующих исследованиях в том же месте.
В 2008 году ещё двое рабочих муравьёв попались в ловушки в заповеднике Серрадо Бразильского института географии и статистики (БИГС), недалеко от Фазенда-Агуа-Лимпа (FAL) в Бразилиа (Федеральный округ, Бразилия). Эти экземпляры, депонированные в MZUSP, вдохновили на попытки определить местонахождение вида в этом месте, начиная с 2009 года. Первая такая попытка привела только к сбору нескольких рабочих и неудачной раскопке гнезда; однако последующие посещения территории привели к раскопкам множества гнёзд и нахождению маток, личинок и культивируемых ими грибов.
Позднее оказалось, что самая ранняя из известных коллекций C. abscondita представлена единственным рабочим, взятым в образце опада из листьев в Пайнейрасе, штат Минас-Жерайс, в 1999 году, только недавно обнаруженная в энтомологической коллекции MZUSP и признанная принадлежащей к этому виду. В 2011 году, двое рабочих C. abscondita были извлечены из ловушек во фрагментах полураспадных лесов в муниципалитетах Салес и Пиндорама на северо-западе штата Сан-Паулу. Единственный известный самец этого вида был собран в 2011 году из двух гнёзд C. abscondita при раскопках гнезда Mycocepurus goeldii в заповеднике Broa Preserve (Итирапина, Сан-Паулу, Бразилия).

## Описание
Мелкого размера муравьи. Длина мономорфных рабочих от 2,29 до 2,56 мм; самки и самцы до 3,2 мм. Цвет от бледно-жёлтого до светло-коричневого (усики и ноги более светлые); самцы буровато-чёрные. Усики рабочих и маток 11-члениковые, у самцов состоят из 13 сегментов. Нижнечелюстные щупики 4-члениковые, нижнегубные состоят из 2 сегментов. Голова рабочих крупная, прямоугольной формы с выемкой на затылке. Усики длинные, скапус достигает заднего края головы. Тело густо сетчатое и покрыто мелкими простыми прижатыми волосками, более обильными на верхней стороне головы, петиоле и постпетиоле и брюшке, чем на мезосоме. Передний край наличника образует выпуклый, почти треугольный, гладкий, блестящий выступ, с длинной непарной срединной щетинкой, отходящей ближе к его заднему краю. Псаммофор отсутствует. Жевательный край мандибул 4-зубчатый. Лобные лопасти редуцированы, едва прикрывают усики и расходятся вперёд. Лобная площадка субтреугольная, отчётливая. Задний головной край вздут с боков и сильно выемчатый посередине. Бугорки на спинке мезосомы короткие, утончённые и тупые. Метаплевра с двумя шиповидными отростками между средними и задними тазиками. Проподеум вооружён парой коротких треугольных шипов. Узелок петиоля высокий, хорошо развитый. На брюшке отсутствуют кили или бугорки. При виде сбоку пигидий округлый, с боков перекрывает и скрывает гипопигий; на вентральной проекции пигидий заднемедиально выемчатый (V-образный), треугольный гипопигий соответствует выемке пигидия. Стебелёк между грудкой и брюшком состоит из двух узловидных члеников (петиоль и постпетиоль).
Матка: преокулярный киль отсутствует; мандибулы 4-зубчатые, их длина на вершине почти вдвое превышает длину предвершинного; парапсидальные линии незаметны.
Самцы: мандибулы самцов широко-треугольной формы с апикальными и субвершинными зубцами; передний край клипеуса самцов выпуклый, выступает над мандибулами, с длинной средней щетинкой; мезонотум с нотаулями; дискальная ячейка в переднем крыле самца имеется.
Гнездятся в земле, вход в муравейник малозаметный и имеет диаметр около 1 мм. Семьи малочисленные. Наблюдения за биологией этого вида показывают, что их колонии относительно небольшие, в них обитает от 20 до 26 рабочих. Муравейники устраивают как на открытых, так и в затенённых местах, глубина гнезда от 30 см до 2 м. Рабочие фуражируют одиночно с пиком активности после захода солнца. Такое сумеречное поведение может помочь объяснить, почему этот вид плохо представлен в научных коллекциях. Как и все представители подтрибы Attina (триба Attini), этот вид культивирует симбиотический гриб. Грибы, разводимые муравьями Cyatta расположены в виде нитчатых занавесей, подвешенных к потолку гнездовых камер, подобно тому, что наблюдалось у Kalathomyrmex emeryi и некоторых видов Mycocepurus. О репродуктивной биологии этого вида ничего не известно.

## Систематика
Реликтовая группа, которая рассматривается предком муравьёв-грибководов трибы Attini. Результаты молекулярного филогенетического анализа, включающего четыре последовательности ядерных генов Cyatta abscondita, подтверждают предыдущий вывод о том, что триба Attini (в старом узком объёме, включающим только грибководов) разделена древним расхождением на две основные клады, Paleoattini и Neoattini. Cyatta abscondita занимает относительно изолированное положение в последней кладе, отдалённо связанной с монотипическим родом Kalathomyrmex, что является результатом ранней дивергенции Neoattini. Cyatta отличается от всех других родов и видов аттин следующими аутапоморфиями: (i) мандибулы рабочих и самок с четырьмя зубцами; (ii) снизу метаплевры рабочего и самки с двумя шиповидными отростками между средними и задними тазиками; (iii) апикальный край пигидия медиально выемчатый, V-образный; и (iv) переднее крыло самца с закрытой дискальной ячейкой. Вид Cyatta abscondita был впервые описан в 2013 году бразильскими мирмекологами по типовым материалам из Бразилии.

## Распространение
Южная Америка: Бразилия (штаты Минас-Жерайс, Сан-Паулу, Сеара и Федеральный округ), Аргентина (провинция Мисьонес, на плантации сосны ладанной (Pinus taeda) в биоме Атлантических лесов), Боливия (Santa Cruz de la Sierra).